# Première circonscription de Shashemene
La première circonscription de Shashemene est une des 177 circonscriptions législatives de l'État fédéré Oromia, elle se situe dans la Zone Ouest Arsi. Son représentant actuel est Workneh Gebeyehu Negewo.